# 스페이스 머린
스페이스 머린(space marine)은 SF에 등장하는 개념으로, 우주 공간이나 외계 세계에서 군인의 전형으로 나온다. 원래 마린은 함선 수호, 상륙 전투, 고기동성 전개 등 다양한 역할을 한다. 마찬가지로, 스페이스 마린도 우주선 방어, 행성과 위성에 상륙, 우주 공간에서 신속한 전투 배치 등의 임무를 수행한다.

## 같이 보기
- 우주군